# 김성국 (1980년)
김성국(한국 한자: 金成國, 1980년 3월 1일 ~ )은 대한민국의 전 축구 선수이며, 포지션은 골키퍼였다.